# Coventry
 Ovo je glavno značenje pojma Coventry. Za druga značenja pogledajte Coventry (razdvojba).
Coventry je grad i distrikt u regiji Zapadni Midland (jednoj od devet engleskih regija). Od Londona je udaljen 153 kilometra, a 30 kilometara ga dijeli od Birminghama, najvećeg grada u regiji.
Po broju stanovnika na devetom je mjestu u Engleskoj, a na jedanaestom u UK.
Godinom nastanka Coventryja smatra se 1043., kad Leofric III. (958. – 1057.), grof od Mercije, jednog od sedam kraljevstava srednjovjekovne Engleske, i njegova supruga Lady Godiva na ozemlju današnjeg Coventryja podižu benediktinski samostan. 
U 14. stoljeću Coventry je centar tekstilne industrije, što ga svrstava u red važnih gospodarskih centara tog doba, a taj status će zadržati i u potonjim vremenima kad jačaju i druge industrijske grane, primjerice proizvodnja satova, bicikala, te automobilska industrija
Coventry ne karakteriziraju samo industrijski kapaciteti. Grad se ponosi bogatim kulturnim životom i brojnim znamenitostima, među kojima treba istaknuti katedralu iz 14. stoljeća, teško oštećenu tijekom Drugog svjetskog rata, te Muzej cestovnog prometa u kojemu je pohranjeno blizu 600 automobila, motorkotača i bicikala.

## Gradovi prijatelji
| - Parkes, Novi Južni Vels, Australija ( od 1956.) - Graz, Austrija ( od 1957.) - Sarajevo, Bosna i Hercegovina ( od 1957.) - Lidice, Češka ( od 1947.) - Ostrava, ( od 1959.) - Caen, Francuska ( od 1957.) - Saint-Étienne, Francuska ( od 1955.) - Cork, Irska ( od 1958.) - Bologna, Italija ( od 1960.) - Kingston, Jamajka ( od 1962.) - Cornwall, Ontario, Kanada ( od 1972.) - Granby Québec, Kanada ( od 1963.) - Windsor, Ontario, Kanada ( od 1963.) | - Jinan, Kina ( od 1983.) - Dunaújváros, Mađarska ( od 1962.) - Kečkemet, Mađarska ( od 1962.) - Arnhem, Nizozemska ( od 1958.) - Dresden, Njemačka ( od 1959.) - Kiel, Njemačka ( od 1947.) - Varšava, Poljska ( od 1957.) - Galaţi, Rumunjska ( od 1962.) - Volgograd, Rusija ( od 1944.) - Coventry, Connecticut, SAD ( od 1962.) - Coventry, New York, SAD ( od 1972.) - Coventry, Rhode Island, SAD ( od 1971.) - Beograd, Srbija ( od 1957.) |